# Prins Willemberg

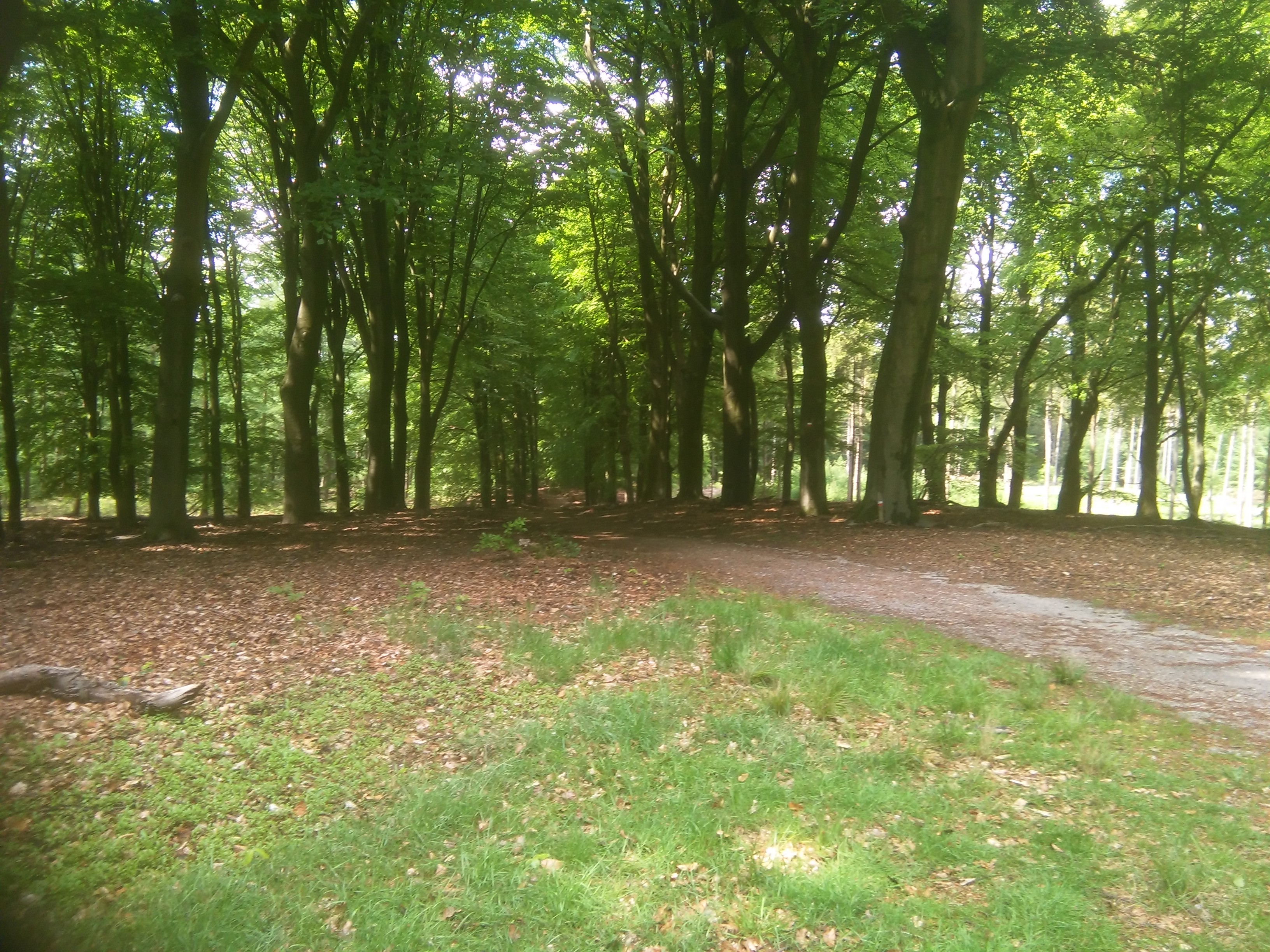
Uitzicht vanaf de Prins Willemberg

De Prins Willemberg is een heuvel gelegen in het Hof te Dieren in de Nederlandse gemeente Rheden.
De beboste heuvel heeft een hoogte van 68 meter. De Prins Willemberg heeft een ander lanenpatroon dan de ruim 1 kilometer oostelijker gelegen Carolinaberg. De kaarsrechte Koningsweg vormt de verbinding tussen beide heuvels Er is bij de Prins Willemberg een ringlaan om de berg, zodat het vanuit de lucht op een wiel lijkt, met de lanen naar de top als uitgegroeide spaken. Zo'n 750 meter ten westen van de heuvel ligt de Carolinahoeve.
Zowel de Prins Willemberg als de Carolinaberg zijn onderdeel van de historische tuin- en parkaanleg van het Hof te Dieren. Beide heuvels zijn genoemd naar kinderen van stadhouder Willem IV en  Anna van Hannover. In hun opdracht werden de heuvels aangelegd. Het totale complex is aangewezen als rijksmonument.